# Décès en juin 2020
Décès
- 2016
- 2017
- 2018
- 2019
- 2020
- 2021
- 2022
- 2023
- 2024

Pour une information complémentaire, voir la page d'aide.

| Date     | Nom                       | Activités | Âge   | Source |
| -------- | ------------------------- | --- | ----- | ------ |
| 1er juin | Jean-Michel Cadiot        | Journaliste et écrivain français.                                                                                  | 67    |        |
| 1er juin | Majek Fashek              | Chanteur nigérian.                                                                                                 | 57    | (en)   |
| 1er juin | Janine Reiss              | Pianiste et claveciniste française.                                                                                | 99    |        |
| 1er juin | Piotr Rocki               | Footballeur polonais.                                                                                              | 46    | (pl)   |
| 1er juin | Myroslav Skoryk           | Compositeur et pianiste soviétique, puis ukrainien.                                                                | 81    | (ru)   |
| 2 juin   | Alain Bernard             | Coureur cycliste français.                                                                                         | 72    |        |
| 2 juin   | Werner Böhm               | Chanteur et musicien allemand.                                                                                     | 78    | (de)   |
| 2 juin   | John Cuneo                | Skipper australien, champion aux Jeux olympiques d'été de 1972.                                                    | 91    | (en)   |
| 2 juin   | Paolo Fabbri              | Sémioticien et universitaire italien.                                                                              | 81    | (it)   |
| 2 juin   | Lugi Gizenga              | Homme politique congolais.                                                                                         | 54    |        |
| 2 juin   | Mary Pat Gleason          | Actrice américaine.                                                                                                | 70    | (en)   |
| 2 juin   | Jean-Claude Hamel         | Homme d'affaires français.                                                                                         | 90    |        |
| 2 juin   | Jacques Noyer             | Prélat catholique français, évêque d'Amiens de 1987 à 2003.                                                        | 93    |        |
| 2 juin   | Jean Pineau               | Homme politique français.                                                                                          | 97    |        |
| 2 juin   | Muriel Kent Roy           | Démographe canadienne.                                                                                             | 98    |        |
| 2 juin   | Chris Trousdale           | Chanteur de pop, danseur et acteur américain.                                                                      | 34    | (en)   |
| 2 juin   | Carlo Ubbiali             | Pilote motocycliste italien.                                                                                       | 90    | (it)   |
| 2 juin   | Wes Unseld                | Basketteur puis entraîneur américain.                                                                              | 74    | (en)   |
| 3 juin   | Abdelmalek Droukdel       | Djihadiste algérien.                                                                                               | 50    |        |
| 3 juin   | Bruce Jay Friedman        | Scénariste, écrivain et dramaturge américain.                                                                      | 90    | (en)   |
| 3 juin   | Jeanne Goosen             | Journaliste et femme de lettres sud-africaine.                                                                     | 81    | (en)   |
| 3 juin   | István Kausz              | Escrimeur hongrois, champion aux Jeux olympiques d'été de 1964.                                                    | 87    | (hu)   |
| 3 juin   | Jerzy Łukaszewski         | Politologue, diplomate et professeur d'université polono-belge.                                                    | 95    | (pl)   |
| 3 juin   | Héctor Ortega             | Acteur, réalisateur et scénariste mexicain.                                                                        | 81    | (es)   |
| 4 juin   | Marcello Abbado           | Pianiste et compositeur italien.                                                                                   | 93    | (it)   |
| 4 juin   | Fabiana Anastácio         | Chanteuse de musique chrétienne contemporaine brésilienne.                                                         | 45    | (pt)   |
| 4 juin   | Basu Chatterjee           | Réalisateur, scénariste et producteur indien.                                                                      | 90    | (en)   |
| 4 juin   | Laura Hillman             | Personnalité américaine survivante de la Shoah.                                                                    | 96    | (en)   |
| 4 juin   | Rupert Hine               | Musicien britannique.                                                                                              | 72    | (en)   |
| 4 juin   | Jean Link                 | Escrimeur luxembourgeois.                                                                                          | 81    |        |
| 4 juin   | Dulce Nunes               | Actrice brésilienne.                                                                                               | 90    | (en)   |
| 4 juin   | Steve Priest              | Auteur-compositeur-interprète et bassiste britannique.                                                             | 72    | (en)   |
| 4 juin   | Pete Rademacher           | Boxeur américain, champion aux Jeux olympiques d'été de 1956.                                                      | 91    |        |
| 4 juin   | Bixente Serrano Izko      | Homme politique espagnol.                                                                                          | 72    | (es)   |
| 5 juin   | Deborah Washington Brown  | Informaticienne américaine.                                                                                        | 68    | (en)   |
| 5 juin   | Boris Gaganelov           | Joueur bulgare de football.                                                                                        | 78    | (en)   |
| 5 juin   | Moussa Ahmed Idriss       | Homme politique djiboutien.                                                                                        | 87    |        |
| 5 juin   | Tomisaku Kawasaki         | Pédiatre japonais.                                                                                                 | 95    | (en)   |
| 5 juin   | Kurt Thomas               | Gymnaste américain.                                                                                                | 64    | (en)   |
| 5 juin   | Georges Tranchant         | Homme politique et homme d'affaires français.                                                                      | 90    |        |
| 6 juin   | Jean-Marie Bourgeois      | Skieur français.                                                                                                   | 80    |        |
| 6 juin   | Reche Caldwell            | Joueur professionnel américain de football américain.                                                              | 41    | (en)   |
| 6 juin   | Andrée Champagne          | Actrice et femme politique canadienne.                                                                             | 80    |        |
| 6 juin   | Jean-Marc Chaput          | Conférencier et écrivain canadien.                                                                                 | 89    |        |
| 6 juin   | Alain Erlande-Brandenburg | Archiviste et historien de l'art français.                                                                         | 82    |        |
| 6 juin   | Ramadan Shallah           | Homme politique palestinien.                                                                                       | 62    |        |
| 6 juin   | Constantin Xenakis        | Peintre et sculpteur grec.                                                                                         | 88    | (en)   |
| 7 juin   | Paul Bunduku-Latha        | Homme politique gabonais.                                                                                          | 68    |        |
| 7 juin   | Hubert Gagnon             | Acteur canadien.                                                                                                   | 73    |        |
| 7 juin   | Jacques Guillon           | Architecte et designer franco-canadien.                                                                            | 97    |        |
| 7 juin   | Paul Lombard              | Homme politique français.                                                                                          | 92    |        |
| 7 juin   | Péter Marót               | Escrimeur hongrois, médaillé d'argent et de bronze aux Jeux olympiques d'été de 1972.                              | 73    | (hu)   |
| 7 juin   | Alan Metter               | Réalisateur américain.                                                                                             | 77    | (en)   |
| 7 juin   | Paul Rochester            | Joueur américain de football américain.                                                                            | 81    | (en)   |
| 8 juin   | Klaus Berger              | Théologien allemand.                                                                                               | 79    | (de)   |
| 8 juin   | Hans Cieslarczyk          | Footballeur allemand.                                                                                              | 83    |        |
| 8 juin   | Tony Dunne                | Footballeur irlandais.                                                                                             | 78    |        |
| 8 juin   | Marion Hänsel             | Actrice, réalisatrice et productrice belge.                                                                        | 71    |        |
| 8 juin   | Pierre Nkurunziza         | Homme d'État burundais.                                                                                            | 55    |        |
| 8 juin   | Bonnie Pointer            | Chanteuse américaine.                                                                                              | 69    | (en)   |
| 8 juin   | Tante Gaby                | Drag queen canadienne.                                                                                             | 57    |        |
| 9 juin   | Michael Drosnin           | Journaliste et écrivain américain.                                                                                 | 74    | (en)   |
| 9 juin   | Ödön Földessy             | Athlète de sauts hongrois, médaillé de bronze aux Jeux olympiques d'été de 1952.                                   | 90    | (hu)   |
| 9 juin   | Simon Henshaw             | Diplomate américain.                                                                                               |       |        |
| 9 juin   | Ain Kaalep                | Écrivain soviétique, puis estonien.                                                                                | 94    | (ee)   |
| 9 juin   | Jean-Philippe Reverdot    | Photographe français.                                                                                              | 67    |        |
| 9 juin   | Adam Wodnicki             | Enseignant-chercheur polonais.                                                                                     | 89    | (pl)   |
| 10 juin  | Michel Bellen             | Tueur en série belge.                                                                                              | 74    | (de)   |
| 10 juin  | William Hale              | Réalisateur américain.                                                                                             | 85    | (en)   |
| 10 juin  | Mr. Wrestling II          | Catcheur américain.                                                                                                | 85    | (en)   |
| 10 juin  | Milorad Radovanović       | Linguiste serbe.                                                                                                   | 72    | (sr)   |
| 10 juin  | Sarunyu Wongkrachang      | Acteur, chanteur, scénariste, réalisateur et producteur thaïlandais.                                               | 59    | (en)   |
| 11 juin  | Mahjoub Ben Bella         | Peintre et dessinateur franco-algérien.                                                                            | 73    |        |
| 11 juin  | Katsuhisa Hattori         | Compositeur japonais.                                                                                              | 83    | (ja)   |
| 11 juin  | Emmanuel Issoze Ngondet   | Homme politique gabonais.                                                                                          | 59    |        |
| 11 juin  | František Kotlaba         | Botaniste et mycologue tchèque.                                                                                    | 93    | (cs)   |
| 11 juin  | Marcel Maréchal           | Acteur, metteur en scène et écrivain français.                                                                     | 82    |        |
| 11 juin  | Dennis O'Neil             | Écrivain américain.                                                                                                | 81    |        |
| 11 juin  | Rosa Maria Sardà          | Actrice espagnole.                                                                                                 | 78    | (es)   |
| 11 juin  | Cy Strulovitch            | Basketteur canadien.                                                                                               | 94    | (en)   |
| 12 juin  | Claude Ndam               | Auteur-compositeur-interprète camerounais.                                                                         | 65    |        |
| 12 juin  | Albert Vitali             | Homme politique suisse.                                                                                            | 64    |        |
| 13 juin  | Yed Esaïe Angoran         | Homme politique ivoirien.                                                                                          | 72    |        |
| 13 juin  | Dick Garmaker             | Basketteur américain.                                                                                              | 87    | (en)   |
| 13 juin  | Sarah Hegazi              | Militante pour les droits LGBT égyptienne.                                                                         | 30    | (en)   |
| 13 juin  | Maurice Rajsfus           | Historien, essayiste et militant communiste français.                                                              | 92    |        |
| 13 juin  | Jean Raspail              | Écrivain, journaliste et explorateur français.                                                                     | 94    |        |
| 13 juin  | Colo Tavernier            | Scénariste britannique et française.                                                                               | 75    |        |
| 13 juin  | Marc Zermati              | Producteur français.                                                                                               | 74    |        |
| 14 juin  | Don Candy                 | Joueur de tennis australien.                                                                                       | 91    | (en)   |
| 14 juin  | Luce Douady               | Grimpeuse française.                                                                                               | 16    |        |
| 14 juin  | Elsa Joubert              | Romancière sud-africaine.                                                                                          | 97    | (en)   |
| 14 juin  | Mohamad Ali Keshavarz     | Acteur iranien. | 90    | (en)   |
| 14 juin  | Pierre Lumbi              | Homme politique congolais.                                                                                         | 70    |        |
| 14 juin  | Aarón Padilla Gutiérrez   | Footballeur mexicain.                                                                                              | 77    | (es)   |
| 14 juin  | Haroldo Rodas             | Diplomate et homme politique guatémaltèque.                                                                        | 74    | (es)   |
| 14 juin  | Claude Samuel             | Critique musical et musicologue français.                                                                          | 88    |        |
| 14 juin  | Sushant Singh Rajput      | Acteur indien. | 34    | (en)   |
| 14 juin  | Keith Tippett             | Pianiste de jazz et compositeur britannique.                                                                       | 72    |        |
| 15 juin  | Marinho                   | Footballeur, puis entraîneur brésilien.                                                                            | 63    | (pt)   |
| 15 juin  | Michel Roquebert          | Historien et écrivain français.                                                                                    | 91    |        |
| 15 juin  | Anton Schlembach          | Prélat catholique allemand.                                                                                        | 88    | (de)   |
| 16 juin  | Roger Borniche            | Inspecteur de police et écrivain français.                                                                         | 101   |        |
| 16 juin  | Eduardo Cojuangco Jr.     | Homme d'affaires et homme politique philippin.                                                                     | 85    | (en)   |
| 16 juin  | Patrice Fay               | Acteur, metteur en scène et dramaturge français.                                                                   | 68    |        |
| 16 juin  | Bernard Foundoux Mulélé   | Footballeur congolais.                                                                                             | 76    |        |
| 16 juin  | Denise Jallais            | Journaliste et poétesse française.                                                                                 | 89    |        |
| 16 juin  | Gerda Mylle               | Femme politique belge.                                                                                             | 66    | (en)   |
| 16 juin  | Edén Pastora Gómez        | Chef de guérilla nicaraguayen.                                                                                     | 83    | (en)   |
| 16 juin  | Patrick Poivey            | Acteur et directeur artistique français.                                                                           | 72    |        |
| 16 juin  | Eusebio Vélez             | Cycliste sur route espagnol.                                                                                       | 85    | (es)   |
| 16 juin  | Charles Webb              | Romancier américain.                                                                                               | 81    | (en)   |
| 17 juin  | Marlene Ahrens            | Athlète de lancer de javelot chilienne, médaillée d'argent aux Jeux olympiques d'été de 1956.                      | 86    | (es)   |
| 17 juin  | Gordon H. Bower           | Psychologue cognitif américain.                                                                                    | 87    | (en)   |
| 17 juin  | Jean Brousseau            | Acteur canadien.                                                                                                   | 90    |        |
| 17 juin  | Lewis John Carlino        | Scénariste et réalisateur américain.                                                                               | 88    | (en)   |
| 17 juin  | William Charles Dement    | Professeur d'université, médecin et scientifique américain.                                                        | 91    | (en)   |
| 17 juin  | György Kárpáti            | Poloïste hongrois, champion olympique aux Jeux olympiques d'été de 1952, 1956 et 1964, médaillé de bronze en 1960. | 84    |        |
| 17 juin  | Jean Kennedy Smith        | Personnalité mondaine américaine.                                                                                  | 92    | (en)   |
| 17 juin  | Petr Král                 | Écrivain franco-tchèque.                                                                                           | 78    | (cs)   |
| 17 juin  | Fabrice Philipot          | Cycliste sur route français.                                                                                       | 54    |        |
| 17 juin  | Airy Routier              | Journaliste d'investigation français.                                                                              | 75    |        |
| 17 juin  | Michael E. Soulé          | Biologiste américain.                                                                                              | 84    | (en)   |
| 17 juin  | Willie Thorne             | Joueur de snooker britannique.                                                                                     | 66    | (en)   |
| 17 juin  | Pietro Zoppas             | Coureur cycliste italien.                                                                                          | 86    | (it)   |
| 18 juin  | Tibor Benedek             | Joueur puis entraîneur hongrois de water-polo, triple champion olympique (2000, 2004, 2008).                       | 47    | (en)   |
| 18 juin  | Laurent Boix-Vives        | Entrepreneur français.                                                                                             | 93    |        |
| 18 juin  | Arturo Chaires            | Footballeur mexicain.                                                                                              | 83    | (es)   |
| 18 juin  | Yves Mabin Chennevière    | Écrivain et diplomate français.                                                                                    | 77    |        |
| 18 juin  | Mikhail Ignatyev          | Homme politique tchouvache.                                                                                        | 58    | (en)   |
| 18 juin  | Nicolas Joel              | Metteur en scène français.                                                                                         | 67    |        |
| 18 juin  | Sergueï Khrouchtchev      | Ingénieur, écrivain, historien et politologue soviétique puis russo-américain.                                     | 84    | (en)   |
| 18 juin  | Kossi Koudagba            | Joueur de football international togolais.                                                                         | 24    |        |
| 18 juin  | Vera Lynn                 | Chanteuse britannique.                                                                                             | 103   |        |
| 18 juin  | Georges Octors            | Violoniste et chef d'orchestre belge.                                                                              | 97    |        |
| 19 juin  | Mario Corso               | Footballeur italien.                                                                                               | 78    | (it)   |
| 19 juin  | Cho Hae-il                | Auteur sud-coréen.                                                                                                 | 79    | (ko)   |
| 19 juin  | Ian Holm                  | Acteur britannique.                                                                                                | 88    | (en)   |
| 19 juin  | Noël Vandernotte          | Rameur français, double médaillé de bronze aux Jeux olympiques d'été de 1936.                                      | 96    |        |
| 19 juin  | Carlos Ruiz Zafón         | Auteur espagnol.                                                                                                   | 55    |        |
| 20 juin  | Claude Détraz             | Physicien et homme politique français.                                                                             | 82    |        |
| 20 juin  | Svein Arne Hansen         | Directeur sportif norvégien.                                                                                       | 74    |        |
| 20 juin  | Pedro Lima                | Acteur et nageur angolais et portugais.                                                                            | 49    | (pt)   |
| 20 juin  | William Millerson         | Karatéka et homme politique néerlandais.                                                                           | 67    | (nl)   |
| 21 juin  | Pascal Clément            | Homme politique français.                                                                                          | 75    |        |
| 21 juin  | Jürgen Holtz              | Acteur allemand.                                                                                                   | 87    | (de)   |
| 21 juin  | David Hugh Mellor         | Philosophe britannique.                                                                                            | 81    | (en)   |
| 21 juin  | Étienne Périer            | Réalisateur belge.                                                                                                 | 88    |        |
| 21 juin  | Ahmed Radhi               | Footballeur irakien.                                                                                               | 56    | (en)   |
| 21 juin  | Zeev Sternhell            | Historien israélien.                                                                                               | 85    |        |
| 21 juin  | Bobby Storey              | Homme politique irlandais.                                                                                         | 63/64 | (en)   |
| 21 juin  | Bobana Veličković         | Tireuse sportive serbe.                                                                                            | 30    | (sr)   |
| 21 juin  | Joan-Pau Verdier          | Chanteur français.                                                                                                 | 73    |        |
| 21 juin  | Denis Young               | Joueur néo-zélandais de rugby à XV.                                                                                | 90    | (en)   |
| 22 juin  | Witold Baran              | Athlète de demi-fond polonais.                                                                                     | 80    | (pl)   |
| 22 juin  | Tristan Cabral            | Écrivain et poète français.                                                                                        | 76    |        |
| 22 juin  | Enrique Casaretto         | Footballeur international péruvien.                                                                                | 74    | (es)   |
| 22 juin  | Juan Fernández            | Pilote automobile de course de côte espagnol.                                                                      | 89    | (es)   |
| 22 juin  | Carlos Luis Morales       | Footballeur équatorien.                                                                                            | 55    | (es)   |
| 22 juin  | Pierino Prati             | Footballeur italien.                                                                                               | 73    |        |
| 22 juin  | Joel Schumacher           | Réalisateur, producteur, scénariste, costumier et acteur américain.                                                | 80    | (en)   |
| 22 juin  | Badara Sène               | Arbitre sénégalais de football.                                                                                    | 75    | (en)   |
| 23 juin  | Vehbi Akdağ               | Lutteur turc, médaillé d'argent aux Jeux olympiques d'été de 1972.                                                 | 71    | (en)   |
| 23 juin  | Lydia Chagoll             | Chorégraphe, réalisatrice et scénariste belge d'origine néerlandaise.                                              | 89    |        |
| 23 juin  | Patricio Rodríguez        | Joueur de tennis chilien.                                                                                          | 81    | (es)   |
| 23 juin  | Li Zhensheng              | Photojournaliste chinois.                                                                                          | 79    | (en)   |
| 24 juin  | Gösta Ågren               | Poète et cinéaste finlandais.                                                                                      | 83    | (fi)   |
| 24 juin  | Alfredo Biondi            | Avocat et homme politique italien.                                                                                 | 91    | (it)   |
| 24 juin  | Étienne Cerexhe           | Juriste et homme politique belge.                                                                                  | 89    |        |
| 24 juin  | Marc Fumaroli             | Critique littéraire, essayiste et académicien français.                                                            | 88    |        |
| 24 juin  | José Gayoso               | Physicien, syndicaliste et poète français.                                                                         | 82    |        |
| 24 juin  | Paolo Giusti              | Acteur italien. | 77    | (en)   |
| 24 juin  | Claude Le Péron           | Bassiste français.                                                                                                 | 72    |        |
| 25 juin  | Patrice Gélard            | Homme politique français.                                                                                          | 81    |        |
| 25 juin  | Richard Grove             | Historien britannique.                                                                                             | 65    | (en)   |
| 25 juin  | Francis Gutmann           | Chef d'entreprise et diplomate français.                                                                           | 89    |        |
| 25 juin  | Emeka Mamale              | Footballeur congolais (RDC).                                                                                       | 42    |        |
| 25 juin  | Kilasu Massamba           | Footballeur congolais (RDC).                                                                                       | 69    |        |
| 25 juin  | Michel Mousel             | Militant politique et haut-fonctionnaire français.                                                                 | 80    |        |
| 25 juin  | Juan Ostoic               | Basketteur chilien.                                                                                                | 89    | (es)   |
| 25 juin  | Joe Sinnott               | Dessinateur et encreur américain.                                                                                  | 93    | (en)   |
| 25 juin  | Ivan Utrobin              | Fondeur soviétique puis russe.                                                                                     | 86    | (ru)   |
| 26 juin  | Abdoulatifou Aly          | Avocat et homme politique français.                                                                                | 60    |        |
| 26 juin  | Kelly Asbury              | Acteur, réalisateur et scénariste américain.                                                                       | 60    | (en)   |
| 26 juin  | Pierre Bach               | Prélat et missionnaire catholique français.                                                                        | 87    |        |
| 26 juin  | Hermes Binner             | Homme politique argentin.                                                                                          | 77    | (es)   |
| 26 juin  | Stuart Cornfeld           | Producteur de cinéma américain.                                                                                    | 67    | (en)   |
| 26 juin  | Jacques Coursil           | Trompettiste et professeur d'université français.                                                                  | 82    |        |
| 26 juin  | Kathleen Duey             | Romancière et nouvelliste américaine.                                                                              | 69    | (en)   |
| 26 juin  | James Dunn                | Théologien et professeur d'université britannique.                                                                 | 80    | (en)   |
| 26 juin  | Milton Glaser             | Typographe américain.                                                                                              | 91    | (en)   |
| 26 juin  | Syed Munawar Hasan        | Homme politique pakistanais.                                                                                       | 78    | (en)   |
| 26 juin  | Madeleine Juneau          | Enseignante et muséologue canadienne.                                                                              | 74    |        |
| 26 juin  | Diana Maddock             | Femme politique britannique.                                                                                       | 75    | (en)   |
| 26 juin  | Jaroslav Pollák           | Footballeur tchécoslovaque.                                                                                        | 72    | (cs)   |
| 26 juin  | Taryn Power               | Actrice américaine.                                                                                                | 66    | (it)   |
| 26 juin  | Julianus Kema Sunarka     | Prélat catholique indonésien.                                                                                      | 78    | (id)   |
| 27 juin  | Bélaïd Abdesselam         | Homme d'État algérien.                                                                                             | 91    |        |
| 27 juin  | Freddy Cole               | Chanteur et pianiste de jazz américain.                                                                            | 88    | (en)   |
| 27 juin  | Linda Cristal             | Actrice argentine.                                                                                                 | 89    | (en)   |
| 27 juin  | Étienne Lux               | Homme politique français.                                                                                          | 95    |        |
| 27 juin  | Abdoulaye Seye Moreau     | Joueur sénégalais de basket-ball.                                                                                  | 90    |        |
| 27 juin  | Ilija Petković            | Joueur puis entraîneur serbe de football.                                                                          | 74    |        |
| 27 juin  | Michel Reynaud            | Psychiatre français.                                                                                               | 70    |        |
| 27 juin  | Luciano Rondinella        | Chanteur et acteur italien .                                                                                       | 86    | (it)   |
| 27 juin  | David Stronach            | Archéologue britannique.                                                                                           | 89    | (en)   |
| 28 juin  | Joe Bugel                 | Entraîneur américain de football américain.                                                                        | 80    | (en)   |
| 28 juin  | Marián Čišovský           | Footballeur slovaque.                                                                                              | 40    | (cs)   |
| 28 juin  | Bernard Quentin           | Peintre, sculpteur et designer français .                                                                          | 97    |        |
| 29 juin  | Slaheddine Essid          | Réalisateur et scénariste tunisien.                                                                                | 72    |        |
| 29 juin  | Hachalu Hundessa          | Chanteur, auteur-compositeur et militant éthiopien.                                                                | 34/35 | (en)   |
| 29 juin  | Johnny Mandel             | Compositeur et arrangeur musical américain.                                                                        | 94    | (en)   |
| 29 juin  | Ernesto Marcel            | Boxeur panaméen.                                                                                                   | 72    | (en)   |
| 29 juin  | Svend Aage Rask           | Footballeur danois.                                                                                                | 84    | (da)   |
| 29 juin  | Carl Reiner               | Acteur, réalisateur et producteur américain.                                                                       | 98    | (en)   |
| 29 juin  | Ken Shadie                | Scénariste australien.                                                                                             | 84    | (en)   |
| 29 juin  | Louis Souvet              | Homme politique français.                                                                                          | 88    |        |
| 29 juin  | Albert Sulon              | Footballeur belge.                                                                                                 | 82    |        |
| 30 juin  | Ludwig Finscher           | Musicologue allemand.                                                                                              | 90    | (de)   |
| 30 juin  | Ida Haendel               | Violoniste polonaise naturalisée britannique.                                                                      | 91    |        |
| 30 juin  | Aleksandr Kabanov         | Poloïste soviétique puis russe, champion olympique aux Jeux olympiques d'été de 1972 et 1980.                      | 72    | (ru)   |
| 30 juin  | Alfred Kotey              | Boxeur ghanéen. | 52    | (en)   |
| 30 juin  | Henry Martin              | Dessinateur humoristique et illustrateur américain.                                                                | 94    | (en)   |